# Mikroregion Salinas

Salinas

Mikroregion Salinas – mikroregion w brazylijskim stanie Minas Gerais należący do mezoregionu Norte de Minas.

## Gminy
- Águas Vermelhas
- Berizal
- Curral de Dentro
- Divisa Alegre
- Fruta de Leite
- Indaiabira
- Montezuma
- Ninheira
- Novorizonte
- Rio Pardo de Minas
- Rubelita
- Salinas
- Santa Cruz de Salinas
- Santo Antônio do Retiro
- São João do Paraíso
- Taiobeiras
- Vargem Grande do Rio Pardo